# 西瓦利 (紐約州)
西瓦利（英語：West Valley）是位於美國紐約州卡特羅格斯縣的普查規定居民點。

## 人口
根據2020年美國人口普查的數據，西瓦利的面積為3.97平方千米，皆為陸地。當地共有人口452人，而人口密度為每平方千米113.85人。